# Volo Airblue 202
Il volo Airblue 202 era un collegamento nazionale passeggeri che precipitò il 28 luglio 2010 vicino a Islamabad, la capitale del Pakistan, uccidendo tutti i 146 passeggeri e i sei membri dell'equipaggio. È stato l'incidente aereo più mortale in Pakistan. Il velivolo, Airbus A321-231, precipitò nelle colline di Margalla a nord di Islamabad durante un volo dall'aeroporto Internazionale Jinnah all'aeroporto Internazionale Benazir Bhutto. Secondo quanto emerso, i controllori del traffico aereo  avrebbero perso il contatto con l'equipaggio durante il loro tentativo di atterrare in condizioni di forte maltempo.
Questo è stato il primo incidente fatale a coinvolgere un Airbus A321, la variante più lunga degli aerei di corto-medio raggio della famiglia A320. Con base a Islamabad, Airblue era la seconda compagnia più grande del Pakistan, ove espletava oltre il 30% dei voli del mercato nazionale. Al momento dell'incidente la compagnia operava sette aerei, tutti della famiglia A320.
L'incidente è avvenuto in una zona montuosa con fitta vegetazione che non permise agli elicotteri dell'aeronautica di poter atterrare vicino al luogo del disastro. In seguito allo schianto si è levata una densa colonna di fumo.

## L'aereo
L'aereo coinvolto era un Airbus A321-231, registrato AP-BJB, numero di serie del costruttore 1218, che era stato costruito nel 2000. Questo è stato il primo incidente fatale per l'A321, e la seconda perdita di un velivolo di questo genere. Il velivolo era stato originariamente consegnato ad Aero Lloyd e impiegato da Aero Flight prima di essere consegnato all'Airblue nel 2006. Aveva accumulato circa 34 000 ore di volo in quasi 13 500 voli.

## Passeggeri ed equipaggio
Il volo 202 trasportava 146 passeggeri e sei membri dell'equipaggio. Tra i passeggeri, 110 erano uomini, 29 donne, cinque bambini e due neonati. Tra i passeggeri c'erano un comandante in servizio attivo dell'esercito pakistano e sei membri del Parlamento giovanile del Pakistan, oltre a tre hostess fuori servizio. La maggior parte dei passeggeri era pakistana. Erano presenti almeno quattro cittadini stranieri. Secondo quanto riportato, a bordo del volo 202 si trovavano un diplomatico somalo, uno austriaco e due americani.
Il comandante del volo 202, Pervez Iqbal Chaudhry, 61 anni, aveva 25 497 ore di esperienza di volo, di cui 1 060 sugli A320. Il primo ufficiale (Sqn Ldr) Muntajib Ahmed, 34 anni, ex pilota di caccia F-16 dell'Aeronautica militare pakistana, aveva 1 837 ore di esperienza di volo di cui 286 sull'aeromobile A320.

## L'incidente
Il volo partì da Karachi alle 07:41 ora locale (02:41 UTC). I controllori di volo dell'aeroporto Internazionale Benazir Bhutto persero il contatto con l'aeromobile alle 09:41 (04:41 UTC). Le condizioni meteorologiche in quel momento erano marginali, e l'equipaggio di un aereo di linea della China Southern aveva deviato su un aeroporto alternativo e un volo della PIA aveva eseguito tre circuiti di attesa 30 minuti prima. Le conseguenze di queste precipitazioni non si limitarono all'incidente aereo. Alla fine di luglio 2010, il Pakistan subì piogge così intense da provocare inondazioni catastrofiche in tutto il paese.
L'aereo si avvicinò a Islamabad da sud-est, seguendo una procedura che richiedeva di volare verso l'aeroporto fino al contatto visivo. Doveva poi volare intorno all'aeroporto verso est e verso nord, mantenendosi entro una distanza di 5 miglia nautiche (9,3 km), fino ad allinearsi alla pista 12, che è rivolta verso sud-est. L'aereo precipitò sulle montagne al di fuori del raggio di 5 miglia nautiche (9,3 km), a circa 8 miglia nautiche (15 km) a nord dell'aeroporto, rivolto quasi verso ovest, prima di potersi allineare alla pista 12 per l'avvicinamento finale.
I piloti non inviarono alcuna richiesta di emergenza prima dell'incidente. Il ministro degli Interni pakistano Rehman Malik dichiarò che l'aereo si trovava a 2 600 piedi (790 m) mentre si avvicinava a Islamabad, ma era risalito a 3 000 piedi (910 m) prima di precipitare. L'altitudine di 2 600 piedi (790 m) era superiore all'altitudine minima di discesa sicura (2 510 piedi (770 m) sopra il livello del mare, o 852 piedi (260 m) sopra il livello del suolo) se l'aereo fosse rimasto nel raggio di 5 miglia nautiche (9,3 km) dell'aeroporto.
Un testimone a terra, che stava camminando, dichiarò che l'aereo aveva "perso l'equilibrio" e poi era precipitato. Altri dissero che l'aereo volava più basso di quanto avrebbe dovuto. Qualcuno disse che mentre l'aereo aveva iniziato a virare, il lato destro della sua parte anteriore aveva sbattuto contro la montagna più alta, emettendo un'istantanea ondata di fuoco blu e fumo nero.
Il velivolo venne ritrovato vicino al punto panoramico di Daman-e-Koh, sulle colline di Margalla, fuori Islamabad. Il Los Angeles Times riferì che le riprese televisive del luogo dell'incidente mostravano fumo e detriti in fiamme sparsi in una striscia che attraversava la foresta.
Le condizioni meteorologiche 19 minuti dopo l'incidente, come riportato nel rapporto METAR delle 05:00 UTC per l'aeroporto Internazionale Benazir Bhutto, erano: vento da 90° (est) a 18 nodi (33 km/h). Visibilità 3,5 chilometri (1,9 nmi), pioggia, nubi sparse a 1 000 piedi (300 m), poche nubi a 3 000 piedi (910 m), coperto a 10 000 piedi (3 000 m). Temperatura 25 °C (77 °F), punto di rugiada 24 °C (75 °F). QNH 1006,9 hPa.

## Le ricerche
Un funzionario della polizia locale dichiarò di aver avuto notizia che il velivolo era caduto nell'area delle Margalla Hills, poiché nella zona era presente del fumo, anche se non era stato possibile raggiungere il sito per mancanza di accesso. Un elicottero dell'esercito arrivò per ispezionare il luogo dell'incidente alle 10:30 ora locale (04:30 UTC), ma non riuscì ad atterrare. Non venne trovato alcun sopravvissuto. Tutti i 152 passeggeri a bordo erano morti nello schianto.
I soccorritori presenti sulla scena riferirono che i corpi erano mutilati e bruciati e che l'aereo era stato completamente distrutto dall'impatto, con pezzi e parti sparsi a grande distanza. Alcune parti stavano ancora bruciando e anche i cespugli circostanti erano incendiati. Un alto funzionario del governo cittadino dichiarò che l'operazione di salvataggio era stata molto difficile a causa della pioggia. La maggior parte dei corpi era carbonizzata.
L'operazione di soccorso venne definita "caotica". La BBC Urdu riferì che la maggior parte di coloro che si trovavano sul luogo dell'incidente erano membri della polizia antiterrorismo pakistana, mentre solo poche persone erano addette alla ricerca e al soccorso. La maggior parte di loro era "in piedi, a guardare le macerie in fiamme" e non aveva molto da fare. Le operazioni di ricerca e salvataggio furono ostacolate anche dalla mancanza di coordinamento tra i soccorritori e le altre istituzioni governative, come l'esercito, la polizia e la Capital Development Authority.

## Le indagini
L'Autorità per l'aviazione civile (CAA) avviò immediatamente un'indagine sull'incidente. Airbus dichiarò che l'azienda avrebbe fornito piena assistenza tecnica alle autorità pakistane. Un team di sei membri di Airbus, guidato da Nicolas Bardou, direttore della sicurezza di volo dell'azienda, giunse a Islamabad il 29 luglio 2010.
I registratori di volo dell'aereo vennero localizzati il 31 luglio, quando Junaid Ameen, direttore generale della CAA pakistana, dichiarò all'AFP: "La commissione d'inchiesta ha trovato la scatola nera dalle colline di Margalla questa mattina... la scatola nera è stata trovata dalla massa dei rottami dell'aereo precipitato". Dichiarò che la scatola sarebbe esaminata da "esperti stranieri" in Germania o in Francia, poiché il Pakistan non possedeva le attrezzature per decodificare i registratori di volo. Le autorità pakistane decisero di inviare il registratore vocale della cabina di pilotaggio (CVR) e il registratore dei dati di volo (FDR) al Bureau d'Enquêtes et d'Analyses pour la sécurité de l'aviation civile (BEA), in Francia.

### L'avvicinamento all'aeroporto

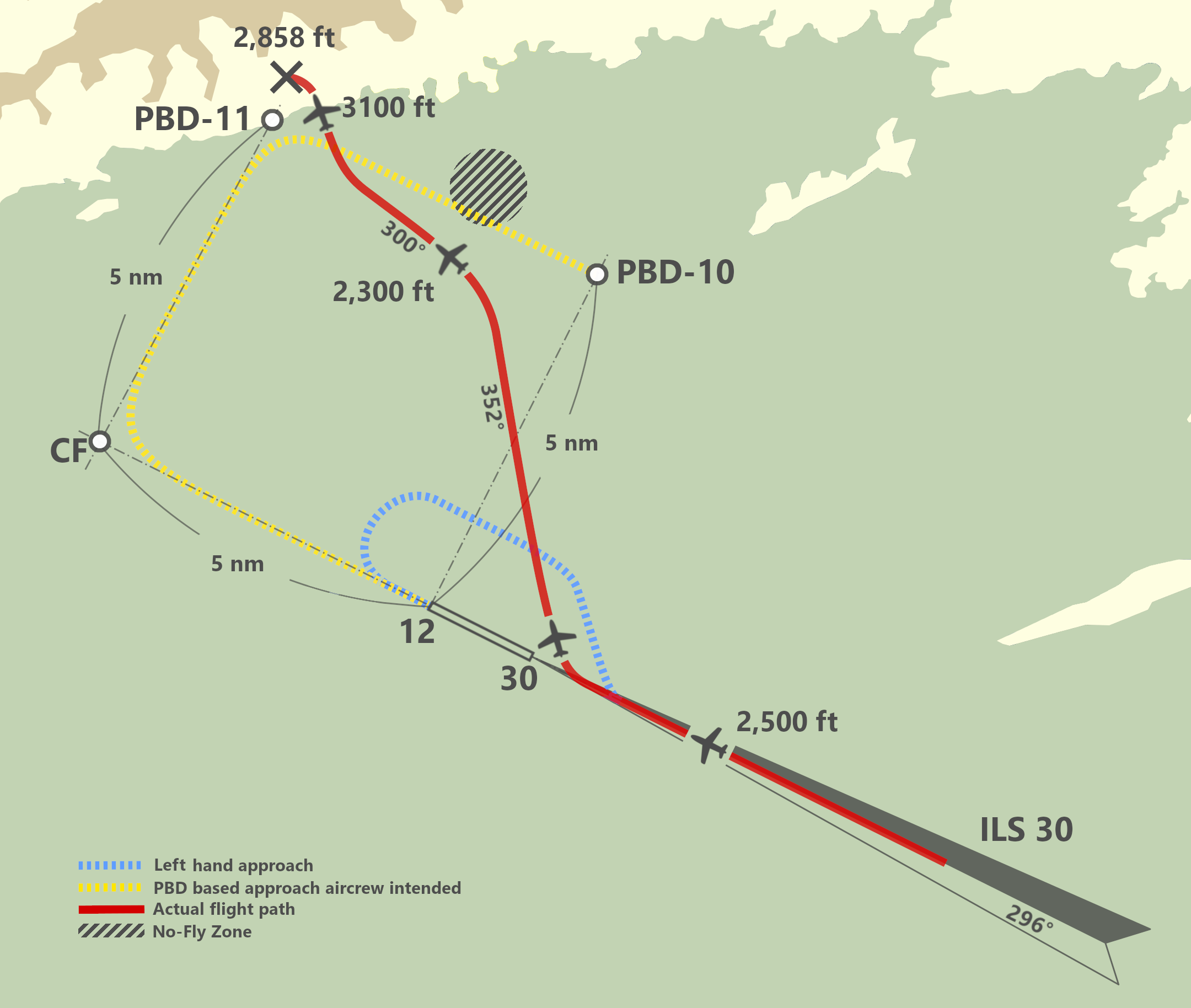
La rotta pianificata (in giallo) e la rotta realmente percorsa (in rosso).

Il volo 202 arrivò a Islamabad da sud-ovest e l'equipaggio intendeva avvicinarsi a vista alla pista 12. Poiché in quel momento il Pakistan era coperto da forti piogge, la visibilità era peggiorata a 3,5 chilometri (1,9 nmi). Con questa scarsa visibilità, l'equipaggio avrebbe dovuto utilizzare l'atterraggio strumentale per la pista 30, la stessa pista ma in direzione opposta, prima di poter atterrare visivamente sulla pista 12.  Ciò avrebbe richiesto ai piloti di girare intorno alla pista fino a quando non si sarebbero allineati. In particolare, l'equipaggio doveva allinearsi con la pista 30, virare di 45° a destra e mantenerla per 30 secondi, virare a sinistra e volare parallelamente alla pista, attendere circa 20 secondi dopo aver raggiunto la soglia della pista 12, virare di 90° a sinistra e successivamente virare nuovamente a sinistra per allinearsi con la pista 12. Ogni segmento dell'avvicinamento era stato cronometrato e i piloti avrebbero dovuto prima stabilire un contatto visivo con la pista prima di poter atterrare. L'intero avvicinamento circolare deve essere condotto con un'altitudine minima di 2 500 piedi (760 m).
Intorno all'aeroporto c'era una zona di protezione di 8 km di larghezza, che doveva essere una zona sicura per i piloti che dovevano manovrare i loro aerei in modo da non volare mai contro le colline situate dietro l'aeroporto. Tutte le procedure di atterraggio dovevano essere eseguite all'interno della zona di protezione. L'equipaggio, tuttavia, era riuscito a volare ben al di fuori di essa verso le colline di Margala, che erano piuttosto lontane dal confine della zona.
Le registrazioni dell'FDR e del CVR rivelarono che il pilota al comando dell'aereo in quel momento, il comandante Chaudhry, aveva deviato in modo significativo dalle procedure stabilite per l'avvicinamento a Islamabad. Aveva tentato un avvicinamento non convenzionale richiedendo un percorso sottovento a destra, aveva selezionato la modalità NAV, aveva volato significativamente vicino alle colline e aveva violato la quota minima di discesa dell'aeroporto. A un certo punto si era sentito ridere dell'ordine dell'ATC di entrare in holding pattern e aspettare che le condizioni meteorologiche migliorassero, dicendo: "Lasciategli dire quello che vuole". Venne anche sentito ignorare la preoccupazione del suo primo ufficiale di stabilire un contatto visivo con l'aeroporto, in quanto riteneva che non fosse necessario alcun contatto visivo fintanto che avessero inserito l'autopilota.
Secondo la registrazione, il comandante inizialmente non si sentiva in ansia per la sua decisione di deviare dalle procedure standard per l'avvicinamento a Islamabad. Aveva persino dichiarato la sua intenzione di iniziare la virata per l'allineamento con la pista 12 a una distanza in cui l'aereo era pericolosamente vicino alle colline. Di conseguenza, il GPWS aveva suonato più volte per avvisare l'equipaggio dell'imminente collisione con il terreno. Negli ultimi secondi, il comandante Chaudhry si fece prendere dal panico e alla fine fece volare l'aereo direttamente verso le colline, invece di evitarle.

### L'arroganza del comandante
Sebbene si fossero verificate numerose deviazioni dalle procedure operative standard, il copilota del volo 202, il primo ufficiale Ahmed, si dimostrò perlopiù passivo al riguardo, anche quando l'aeromobile era stato messo in una posizione pericolosamente vicina al terreno. Le registrazioni mostrarono che aveva espresso le sue preoccupazioni solo in occasioni limitate. Pertanto, le deviazioni non furono mai corrette.
Il suo comportamento silenzioso potrebbe essere spiegato dal conflitto che si era verificato nel segmento iniziale del volo. Durante la salita iniziale del volo 202, il comandante aveva deciso di utilizzare questo particolare momento per mettere alla prova le conoscenze del primo ufficiale Ahmed. Insoddisfatto del risultato del test, rimproverò il suo copilota e lo umiliò con un tono "duro e snob". Il tutto era durato circa un'ora. Quando il comandante aveva deciso di smettere, il primo ufficiale Ahmed era diventato silenzioso e sottomesso. Aveva perso completamente la sua autostima, consentendo a Chaudhry di compiere liberamente qualsiasi violazione delle procedure standard senza alcun suggerimento o azione correttiva da parte del molto meno esperto Ahmed.
La sensazione di superiorità del comandante si èmanifestò anche nella fase di avvicinamento. Decise di non seguire il suggerimento dell'ATC di attendere all'interno del circuito di attesa e ignorò le preoccupazioni del suo copilota riguardo alla possibilità di stabilire un contatto visivo con la pista, nonostante questo fosse fondamentale per la procedura di avvicinamento. Se i piloti non avessero stabilito il contatto visivo, sarebbe stato necessario abbandonare l'avvicinamento. Continuò la discesa anche quando l'aereo era già fuori dalla zona protetta. Quando il GPWS suonò, continuò l'avvicinamento, nonostante la bassa quota dell'aereo e gli avvertimenti del copilota. Disse al primo ufficiale Ahmed di falsificare il loro rapporto ATC quando il controllore aveva chiesto se avessero stabilito un contatto visivo.

### Serie di mancanze
Il test del comandante Chaudhry sul primo ufficiale Ahmed durante il segmento iniziale del volo aveva fatto crollare la fiducia di Ahmed in se stesso, consentendo a Chaudhry di pilotare l'aereo senza molte restrizioni. I suoi errori nel controllo del velivolo avevano infine causato l'incidente del volo 202. Durante l'avvicinamento, aveva insistito più volte con l'ATC per effettuare un avvicinamento a destra, sottovento. L'ATC si era rifiutato di accogliere la sua richiesta e il comandante aveva deciso di rispettare la procedura. Poi, per ragioni sconosciute, decise di disobbedire alle procedure, selezionando la modalità NAV, che non era consentita durante un avvicinamento.
La navigazione laterale del sistema di gestione del volo dell'Airbus A321 consisteva in due modalità: la modalità "selezionata" e la modalità "gestita" (NAV). I piloti utilizzano una manopola per selezionare la direzione prevista. Utilizzando la modalità "selezionata", i piloti devono semplicemente indicare la rotta desiderata ruotando la manopola. L'autopilota ruoterà quindi l'aeromobile verso la prua, che verrà mantenuta dall'autopilota. In un avvicinamento di quel tipo, i piloti utilizzano normalmente la modalità selezionata. In modalità "NAV", i piloti possono pianificare una serie di direzioni e l'autopilota seguirà la rotta stabilita. Pertanto, i piloti non hanno bisogno di inserire continuamente nuove direzioni nell'autopilota, contrariamente alla modalità "selezionato". Selezionando la modalità NAV, il computer dell'Airbus A321 dovette cercare nuovi waypoint, poiché per la pista 12 non erano disponibili dati di avvicinamento in modalità NAV. Il computer trovò infine un waypoint, denominato waypoint CF. Poiché si trovava al di fuori della zona protetta, l'equipaggio avrebbe dovuto cercare di modificarlo per avvicinarlo alla pista. In questo modo, non avrebbero dovuto volare al di fuori dell'area protetta. Invece di compiere questa azione, il comandante decise di creare un'altra serie di waypoint che avrebbe portato al waypoint CF. In seguito dichiarò che avrebbero volato prima verso quei waypoint e poi avrebbero seguito la rotta prima della virata prevista verso il waypoint CF. Il primo ufficiale Ahmed non protestò e decise di assecondarlo.
Il comandante inserì quindi la modalità NAV. A questo punto, aveva ritardato di parecchio la virata verso i waypoint. Di conseguenza, si trovavano ben al di fuori della zona protetta. A un'altitudine di circa 2 300 piedi (700 m), il GPWS suonò. Il primo ufficiale Ahmed avvertì il comandante del GPWS, ma questi insistette per continuare a volare verso i waypoint, anche se aveva iniziato a sembrare incerto. Un controllore di volo di Islamabad, che si era accorto che il volo 202 si era smarrito, decise allora di chiedere all'equipaggio se avessero stabilito un contatto visivo con la pista, al che l'equipaggio rispose con una bugia.
Di fronte all'ennesimo avvertimento del GPWS, il comandante decise infine di virare verso sinistra. Per farlo, doveva inserire la prua desiderata ruotando la manopola e poi cambiare la navigazione laterale dalla modalità NAV alla modalità "selezionata". Per attivare la modalità "selezionata", la manopola della rotta deve essere tirata verso l'esterno. Nel caso del volo 202, il comandante Chaudhry dimenticò di tirare la manopola. Di conseguenza, la modalità "selezionata" venne mai inserita. L'autopilota non riuscì a ricevere la rotta desiderata e l'aereo rimase sulla sua rotta, dirigendosi verso le colline. Sconcertato, il comandante ruotò ulteriormente la manopola di rotta verso sinistra. Chaudhry si rese finalmente conto che la manopola della rotta non era stata inserita, quindi tirò la manopola verso l'esterno, ma durante il momento di confusione di prima, aveva girato la manopola verso sinistra tanto da far sì che la rotta alla fine tornasse tutta a destra. Quando decise di inserire la modalità "selezionata", invece di virare a sinistra, l'aereo virò a destra direttamente verso le Margalla Hills. Avvertendo il pericolo, il GPWS dell'aereo indicò ai piloti di virare. Il comandante aumentò le manette di potenza e tirò l'aereo verso l'alto, anche se non in modo sufficientemente ripido.
Ormai confuso, urlò: "Perché l'aereo non vira a sinistra?". Decise quindi di pilotare il velivolo manualmente, facendolo virare di 52° a sinistra con un assetto di picchiata. Il primo ufficiale Ahmed, ormai in crisi, cercò più volte di avvertire il comandante del terreno circostante,  ma a causa della bassa quota un recupero era impossibile.

### Conclusioni
Il rapporto pubblicato dalla CAA pakistana nel novembre 2011 citava la mancanza di professionalità dell'equipaggio della cabina di pilotaggio, insieme alle cattive condizioni meteorologiche, come fattori primari dell'incidente. In particolare, il rapporto rilevò che il CVR e l'FDR avevano confermato che il comandante aveva ignorato o non aveva risposto correttamente a una moltitudine di direttive del controllo del traffico aereo e ai sistemi automatici di segnalazione del terreno. Il rapporto sosteneva inoltre che il primo ufficiale aveva accettato passivamente le sue azioni, dopo che quest'ultimo, in più occasioni durante l'intero volo, aveva assunto un tono "duro, snob e contrario" con il primo ufficiale e lo aveva "rimproverato".
Il rapporto concluse che l'incidente era stato un volo controllato contro il suolo, in cui l'equipaggio non aveva dimostrato sufficiente capacità di giudizio e abilità professionale in un ambiente non sicuro autocreato. Nella loro determinazione ad atterrare in condizioni meteorologiche avverse, avevano commesso gravi violazioni delle procedure e della disciplina di volo, che avevano messo l'aeromobile in condizioni di non sicurezza su un terreno pericoloso a bassa quota.

## Conseguenze
I rappresentanti dei familiari dei passeggeri del volo miseromesso in dubbio la validità del rapporto e le qualifiche di coloro che avevano condotto l'indagine. Nel 2012, a seguito di un ampio scrutinio da parte dell'opinione pubblica e dei funzionari in merito alla mancanza di qualità del rapporto, l'Alta Corte di Peshawar ordinò al governo pakistano di indagare nuovamente sull'incidente con l'assistenza dell'ICAO. Il rapporto rivisto venne infine inviato all'ICAO nel novembre 2012, ma l'ICAO espresse disappunto per il rapporto finale, definendolo incomprensibile. Dichiarò che l'autorità investigativa, il SIB del Pakistan, non era indipendente e aveva raccomandato di rivedere in modo indipendente il rapporto finale.
Delusi dalla gestione dell'indagine, alcuni parenti delle vittime presentarono una petizione per rendere l'organo investigativo della CAA, il SIB, un organismo indipendente e autonomo. La petizione venne sostenuta e presentata congiuntamente dal politico Marvi Memon. Il governo federale pakistano affermò che la proposta di legge era stata preparata per essere presentata al Primo Ministro. Secondo quanto riferito, tuttavia, la legge era ancora in sospeso al Senato e non era ancora stata approvata dal Parlamento. Il disegno di legge è stato rimandato per anni fino a quando il Pakistan ha dovuto affrontare un altro disastro aereo, quello del volo Pakistan International Airlines 661, nel dicembre 2016.
Dopo l'incidente del volo 202, Airblue promise ai familiari che sarebbe stato eretto un monumento commemorativo. Il memoriale doveva costare 20 milioni di rupie e il progetto definitivo è stato ultimato nel giugno 2011. Il monumento è stato infine costruito vicino a Daman-e-Koh.
Nel 10º anniversario dell'incidente, le autorità di Islamabad hanno piantato 152 alberi lungo la pista di Yadgar-e-Shuhada. Gli alberi dovevano rappresentare il numero di persone morte nell'incidente.